# Carex minxianensis
Espèce
Classification phylogénétique
Carex minxianensis est une espèce des plantes du genre Carex et de la famille des Cyperaceae.